# Узбекские ханства
Узбекские ханства — обобщающее название трёх государств, которые существовали в Мавераннахре (сейчас — Узбекистан) на момент его подчинения Российской империей в XIX веке — Бухарского (1500—1920), Хивинского (1512—1920) и Кокандского (ок. 1709—1876) ханств.

## История
В конце XV — начале XVI века правившие в Мавераннахре Тимуриды были вытеснены узбекской династией Шейбанидов. Две ветви этой династии утвердились в качестве правителей Бухарского ханства (в 1500 году) и Хивинского ханства (Хорезма, в 1512 году).
В 1599 году власть над Бухарским ханством перешла к династии Аштарханидов. Позднее, около 1710 года было образовано Кокандское ханство как номинально зависимое от Бухарского. В 1747 году власть над Бухарским ханством перешла к династии Мангытов, при которых его стали называть Бухарским эмиратом. В 1804 году власть над Хивинским ханством перешла к династии Кунгратов.
В 1860—1870-е годы вся территория узбекских ханств была подчинена Российской империи: Кокандское ханство в 1876 году было включено в состав Ферганской области, а Бухарское и Хивинское сохранились в качестве вассальных государств. Они были ликвидированы после Октябрьской революции, став в 1920 году Бухарской народной советской республикой и Хорезмской народной советской республикой соответственно.